# 七日抵達萊茵河演習

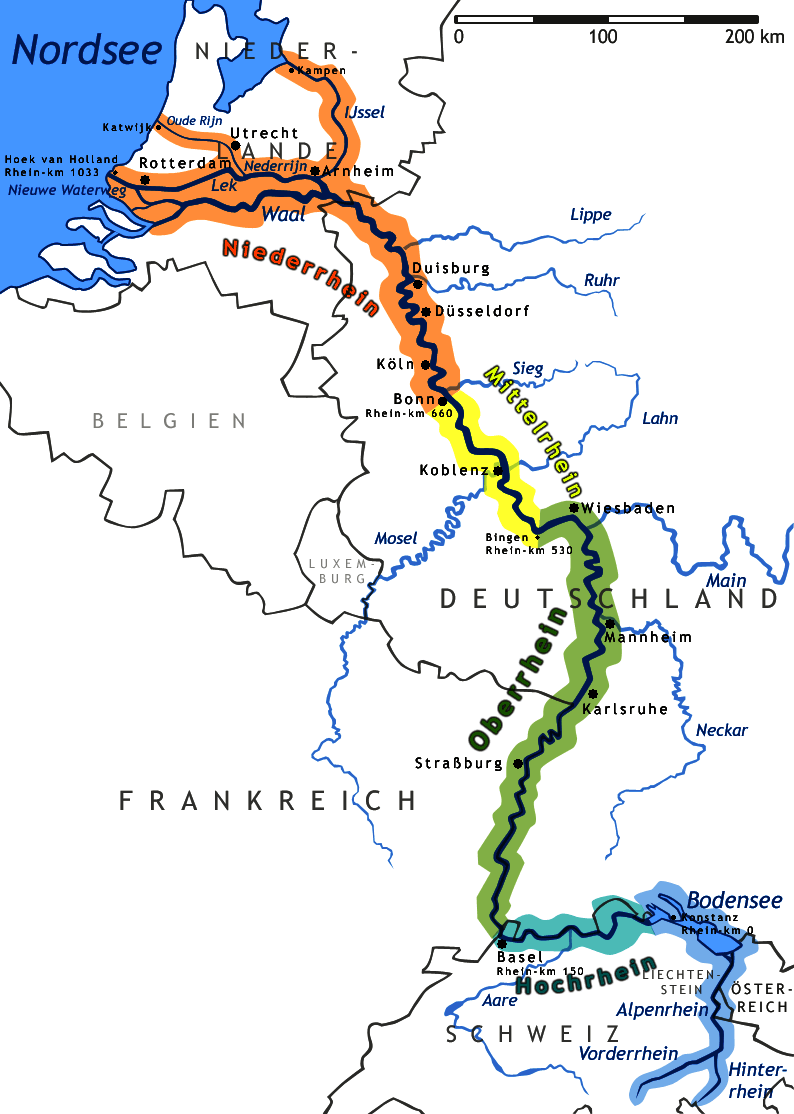
萊茵河是歐洲其中一條最重要的河流。

七日抵達萊茵河推演（俄语：«Семь дней до реки Рейн»，Sem' dney do reki Reyn）是一項在冷戰時期被列為最高機密的兵棋推演，此計劃由華沙條約組織於1979年制定。計劃描述蘇聯陣營構想華約與北大西洋公約組織方的軍事及武裝力量進行為期七天的大規模武裝衝突及核戰爭。

## 解密
此潛在引發第三次世界大戰的情形是由波蘭國防部長拉多斯瓦夫·西科爾斯基在法律與公正黨於2005年波蘭議會選舉勝出後，伴隨著數以千計有關華約組織的文件及檔案一同被公開。其本人所描述的目的是「要與該國被共產黨統治的過去劃清界線」（"Draw a line under the country's Communist past"）和「教育波蘭大眾關於過去的政權」（"Educate the Polish public about the old regime."） 西科爾斯基表示更多相關文件及檔案將來會透過波蘭國家記憶研究院暨對波蘭國家犯罪公訴委員會進行解密及公開。
在公開的文件中亦包括了關於華約在冷戰期間其他行動，如「多瑙河行動」（Operation Danube），即1968年華約為應對布拉格之春運動最後導致華約入侵捷克斯洛伐克的細節。另外亦包含描述其他事件如1970年波兰抗议事件，及1980-81年波蘭戒嚴。
捷克共和國和匈牙利早於1990年代亦已解密了相關文件，而波蘭政府於同時期則解密了一部份相關資料。

## 預想戰爭進程
推演預定的情況為北約突然向波蘭及捷克斯洛伐克在維斯瓦河流域地區及城市發動先發制人核打擊，並阻止華約部隊指揮官向東德派出增援兵力以阻止北約入侵。推演預料衝突將導致近二百萬波蘭人於短時間內死亡或大規模殺傷，並使波蘭政府及其軍事力量被徹底摧毀或癱瘓。
同時，蘇聯面對此情形將發動核報復反擊西德、比利時、荷蘭、丹麥及意大利東北部等北約國家領土。
不過在推演中，法國和英國並沒有被列為打擊對象。《衛報》認為其中一個原因是法國當時已非「北約一體化」的成員並已於1966年退出指揮機構，而英國則因地理限制較難發動進攻。而且根據報告，蘇聯認為兩國皆存有一定數量的核武器，尤其是法國。一旦法國遭受核打擊，法軍將會在第一時間向東德發射核武器反擊。